# Leichtathletik-Europameisterschaften 1994/1500 m der Frauen

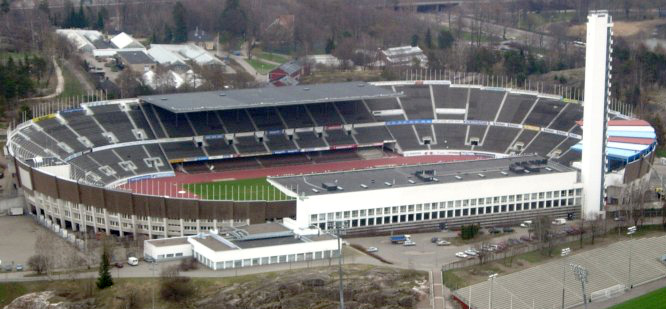
Das Olympiastadion von Helsinki im Jahr 2005

Der 1500-Meter-Lauf der Frauen bei den Leichtathletik-Europameisterschaften 1994 wurde am 12. und 14. August 1994 im Olympiastadion der finnischen Hauptstadt Helsinki ausgetragen.
Die russischen Mittelstrecklerinnen errangen in diesem Wettbewerb mit Gold und Bronze zwei Medaillen. Europameisterin wurde die WM-Dritte von 1991 und Olympiazweite von 1992 Ljudmila Rogatschowa. Die Britin Kelly Holmes gewann die Silbermedaille. Bronze ging an Jekaterina Podkopajewa.

## Bestehende Rekorde
| Weltrekord           | 3:50,46 min | Qu Yunxia         | Peking, Volksrepublik China | 11. September 1993 |
| Europarekord         | 3:52,47 min | Tatjana Kasankina | Zürich, Schweiz             | 13. August 1980    |
| Meisterschaftsrekord | 3:57,80 min | Olga Dwirna       | EM Athen, Griechenland      | 11. September 1982 |

Die drei Rennen hier in Helsinki wurden in nicht allzu hohem Tempo mit Ausrichtung auf ein Spurtfinale gelaufen. So wurde der bestehende EM-Rekord nicht erreicht. Die schnellste Zeit erzielte die später im Finale drittplatzierte Russin Jekaterina Podkopajewa im ersten Vorlauf mit 4:08,16 min, womit sie 10,36 s über dem Rekord blieb. Zum Europarekord fehlten ihr 15,69 s, zum Weltrekord 17,70 s.

## Legende
| DNS | nicht am Start (did not start) |

## Vorrunde
12. August 1994
Die Vorrunde wurde in zwei Läufen durchgeführt. Die ersten vier Athletinnen pro Lauf – hellblau unterlegt – sowie die darüber hinaus vier zeitschnellsten Läuferinnen – hellgrün unterlegt – qualifizierten sich für das Finale.

### Vorlauf 1
| Platz | Name                   | Nation         | Zeit (min) |
| ----- | ---------------------- | -------------- | ---------- |
| 1     | Jekaterina Podkopajewa | Russland       | 4:08,16    |
| 2     | Ljubow Kremljowa       | Russland       | 4:08,18    |
| 3     | Anna Brzesinska        | Polen          | 4:09,46    |
| 4     | Ellen Kießling         | Deutschland    | 4:09,81    |
| 5     | Blandine Bitzner       | Frankreich     | 4:10,56    |
| 6     | Maria Akraka           | Schweden       | 4:10,60    |
| 7     | Geraldine Nolan        | Irland         | 4:10,86    |
| 8     | Frédérique Quentin     | Frankreich     | 4:11,91    |
| 9     | Yelena Bychkovskaya    | Belarus        | 4:12,54    |
| 10    | Lynn Gibson            | Großbritannien | 4:13,89    |
| 11    | Katharina Orthaber     | Schweiz        | 4:14,11    |
| 12    | Violeta Szekely        | Rumänien       | 4:20,43    |

### Vorlauf 2

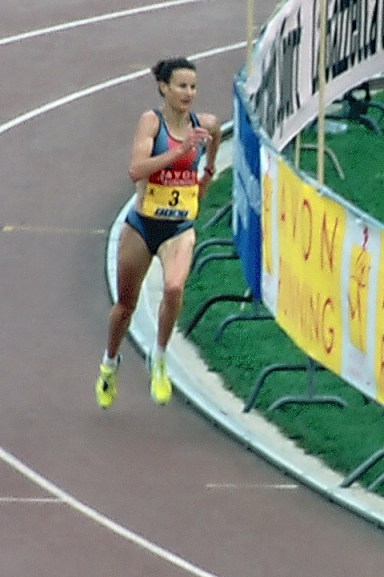
Die hoch einzuschätzende Sonia O’Sullivan ging nach ihrem Sieg über 3000 Meter vier Tage zuvor hier nicht mehr an den Start

| Platz | Name                 | Nation         | Zeit (min) |
| ----- | -------------------- | -------------- | ---------- |
| 1     | Małgorzata Rydz      | Polen          | 4:09,16    |
| 2     | Ljudmila Rogatschowa | Russland       | 4:09,17    |
| 3     | Kelly Holmes         | Großbritannien | 4:09,27    |
| 4     | Carla Sacramento     | Portugal       | 4:09,52    |
| 5     | Maite Zúñiga         | Spanien        | 4:09,53    |
| 6     | Angela Newport       | Großbritannien | 4:12,09    |
| 7     | Hilde Stavik         | Norwegen       | 4:12,16    |
| 8     | Sinead Evans         | Irland         | 4:12,20    |
| 9     | Antje Beggerow       | Deutschland    | 4:13,37    |
| 10    | Marjo Venäläinen     | Finnland       | 4:13,71    |
| 11    | Farida Fates         | Frankreich     | 4:13,72    |
| 12    | Bettina Andersen     | Dänemark       | 4:15,41    |
| DNS   | Sonia O’Sullivan     | Irland         |            |

## Finale

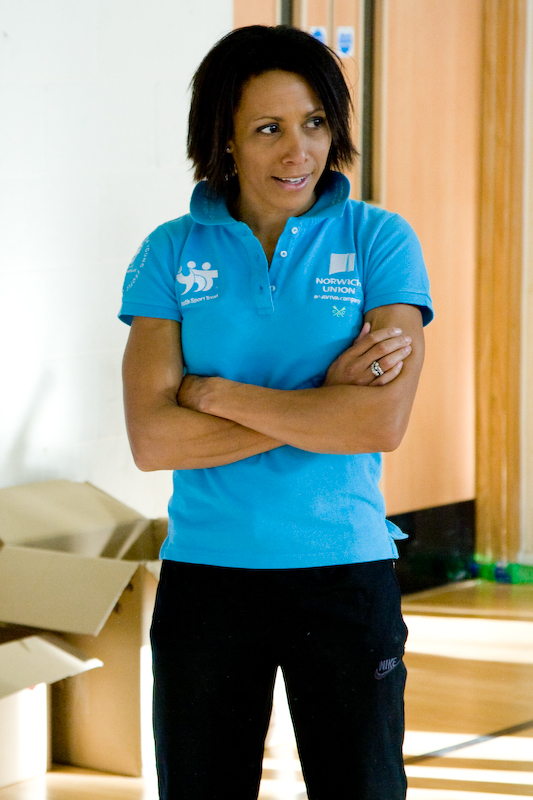
Kelly Holmes errang als Vizeeuropameisterin hier ihren ersten großen internationalen Erfolg – später konnte sie noch zahlreiche Siege und Medaillen bei Olympischen Spielen, Welt- und Europameisterschaften verbuchen
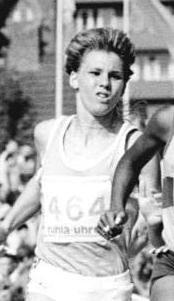
Die Vizeeuropameisterin von 1990 Ellen Kießling erreichte diesmal Platz sieben
Maria Akraka, über 800 Meter im Halbfinale ausgeschieden, kam auf den zehnten Platz

14. August 1994
| Platz | Name                   | Nation         | Zeit (min) |
| ----- | ---------------------- | -------------- | ---------- |
| 1     | Ljudmila Rogatschowa   | Russland       | 4:18,93    |
| 2     | Kelly Holmes           | Großbritannien | 4:19,30    |
| 3     | Jekaterina Podkopajewa | Russland       | 4:19,37    |
| 4     | Ljubow Kremljowa       | Russland       | 4:19,77    |
| 5     | Małgorzata Rydz        | Polen          | 4:19,80    |
| 6     | Carla Sacramento       | Portugal       | 4:20,62    |
| 7     | Ellen Kießling         | Deutschland    | 4:20,79    |
| 8     | Maite Zúñiga           | Spanien        | 4:20,83    |
| 9     | Anna Brzesinska        | Polen          | 4:20,89    |
| 10    | Maria Akraka           | Schweden       | 4:21,83    |
| 11    | Blandine Bitzner       | Frankreich     | 4:22,65    |
| 12    | Geraldine Nolan        | Irland         | 4:23,59    |

## Videolinks
- 5044 European Track & Field 1500m Women, www.youtube.com, abgerufen am 3. Januar 2023
- Women's 1500m Final European Champs Final Helsinki 1994, www.youtube.com, abgerufen am 3. Januar 2023